# Youth (film, 2015)
Pour les articles homonymes, voir Youth.
Pour plus de détails, voir Fiche technique et Distribution.
Youth est un film italien réalisé par Paolo Sorrentino en 2015.
Cette comédie-dramatique met en scène deux amis qui se font petit à petit rattraper par leur jeunesse.

## Synopsis
Depuis une vingtaine d'années, Fred et Mick, amis de longue date, se retrouvent chaque année dans un bel hôtel des Alpes suisses pour passer leurs vacances. Un hôtel où séjournent un acteur, Jimmy Tree, se métamorphosant radicalement pour un rôle, un moine bouddhiste et un Maradona fatigué par le temps.
Fred est un compositeur et chef d'orchestre à la retraite, dont la fille qui lui rend visite lui reproche d'avoir négligé sa femme et elle-même. Alors qu’il a pris sa retraite, il reçoit une proposition lui demandant de jouer devant la Reine Élisabeth II et le Prince Philip.
Mick est un réalisateur toujours en activité, qui s'emploie à écrire le film qui lui tiendra lieu de testament. Ayant remarquablement filmé les femmes, il cherche la fin de ce film en compagnie de ses cinq co-scénaristes.

## Fiche technique
- Titre original : Youth
- Titre de travail : La giovinezza
- Réalisation : Paolo Sorrentino
- Scénario : Paolo Sorrentino
- Musique : David Lang
- Photographie : Luca Bigazzi
- Production : Carlotta Calori, Francesca Cima et Nicola Giuliano 
  - Coproduction : Fabio Conversi, Jérôme Seydoux, Muriel Sauzay, Romain Le Grand, Vivien Aslanian, Stephen Woolley, Elizabeth Karlsen, David Kosse et Anne Walser
- Pays de production :  Italie,  France,  Royaume-Uni,  Suisse
- Langues originales : anglais et plus secondairement espagnol et suisse allemand
- Format : Couleur - DCP - 2,40:1
- Genre : Drame
- Durée : 118 minutes
- Dates de sortie : 
  - Italie : 20 mai 2015
  - France : 20 mai 2015 (Festival de Cannes 2015) ; 9 septembre 2015 (sortie nationale)

## Distribution
- Michael Caine (VF : Dominique Paturel) : Fred Ballinger
- Harvey Keitel (VF : Georges Claisse) : Mick Boyle
- Rachel Weisz (VF : Odile Cohen) : Lena Ballinger
- Paul Dano (VF : Florent Dorin) : Jimmy Tree
- Jane Fonda (VF : Tania Torrens) : Brenda Morel
- Alex MacQueen (VF : Julien Sibre) : l'émissaire de la Reine
- Ed Stoppard : Julian
- Paloma Faith : elle-même
- Mark Kozelek : lui-même
- Robert Seethaler : Luca Moroder
- Luna Zimić Mijović : la masseuse
- Tom Lipinski : le scénariste amoureux
- Chloe Pirrie : la scénariste
- Alex Beckett (VF : Dimitri Rataud) : le scénariste intellectuel
- Nate Dern : le scénariste drôle
- Mark Gessner (VF : Xavier Fagnon) : le scénariste timide
- Emilia Jones : Frances
- Sonia Gessner : Melanie
- Mădălina Ghenea : Miss Univers
- Sumi Jo : elle-même
- Neve Gachev : l'invité royal
- Poppy Corby-Tuech : l'espionne
- Loredana Cannata : la femme de Maradona
- Roly Serrano : Diego Maradona
- Eugenia Caruso (VF : Laurence Frémont) : la femme puritaine

 Source et légende : version française (VF) sur RS Doublage , le site d’AlterEgo (la société de doublage) et selon le carton du doublage français sur le DVD zone 2.

## Production
C'est le deuxième film anglophone de Sorrentino, après This Must Be the Place.
Il est tourné en Suisse, dans les hôtels Schatzalp de Davos et Waldhaus de Flims (Grisons), et les montagnes bernoises, mais également à Rome et Venise.
On peut entendre la chanson Reality du film La Boum interprétée par la chanteuse de l'hôtel.
Le film est dédié à Francesco Rosi.

## Accueil
Les réactions sont, comme souvent avec le cinéaste, très partagées. Télérama loua le conte poétique, avec la laideur et la vulgarité, thématiques récurrentes de Sorrentino, tandis que Les Cahiers du cinéma comparèrent le réalisateur au groupe Rondò Veneziano.

## Distinctions

### Récompenses
- Festival du film de Hollywood 2015 : Hollywood Supporting Actress Award pour Jane Fonda
- Prix du cinéma européen 2015 : Prix du meilleur film
- David di Donatello 2016 : Meilleure musique

### Sélections et nominations
- Festival de Cannes 2015 : sélection officielle, en compétition pour la Palme d'or
- Golden Globes 2016 :
  - Meilleure actrice dans un second rôle pour Jane Fonda
  - Meilleure chanson originale pour Simple Song #3 interprétée par Sumi Jo